# فرودگاه مانپو
فرودگاه مانپو (به انگلیسی: Manpo Airport) یک فرودگاه نظامی است . این فرودگاه در کشور کره شمالی قرار دارد و در ارتفاع ۲۵۵ متری از سطح دریا واقع شده‌است.